# Ударная стройка
Уда́рная стро́йка — термин, появившийся в СССР применительно к некоторым строящимся объектам капитального строительства, для которой была установлена первоочерёдность снабжения стройматериалами, оборудованием и срочность перевозок грузов. 
По определению Советского экономического словаря, ударная стройка — важнейший народнохозяйственный объект, строительство которого предусмотрено решениями съезда КПСС, ЦК КПСС и Совета Министров СССР, Государственным планом развития народного хозяйства СССР и над сооружением которого осуществляет шефство Ленинский комсомол.

## Классификация и история
Советская классификация отличала два типа ударных строек:

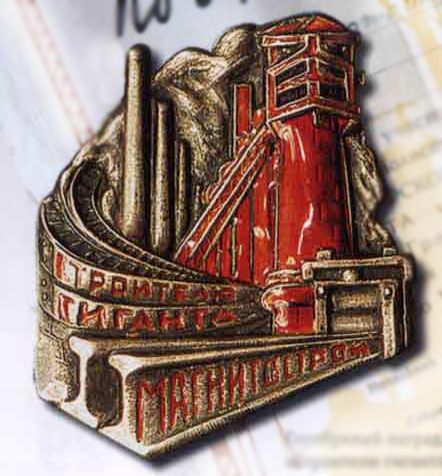
Знак «Строителю гиганта. Магнитострой», 1931 год

1. Стройка коммунизма — объект общесоюзного значения, возводившийся под руководством партийного и советского начальства нескольких регионов и нескольких ведомств.
2. Ударная комсомольская стройка — объект локального значения, над которым брали шефство организации ВЛКСМ.

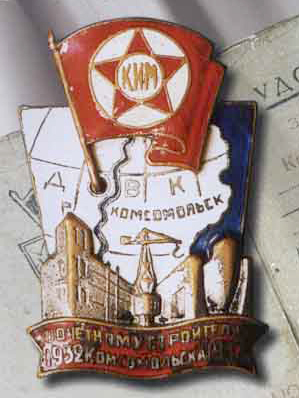
Знак «Почётному строителю Комсомольска», 1932—1937 годы

Наиболее значимые народно-хозяйственные объекты получали статус Всесоюзных ударных комсомольских строек. Они находились главным образом в труднодоступных и малообжитых районах. На таких стройках возводились глобальные проекты советского правительства: магистрали, каналы, станции, водохранилища. На ударных комсомольских стройках обычно удавалось добиваться более высоких показателей, чем в целом по отрасли.
Начало ударным комсомольским стройкам было положено в 1929 году, когда ЦК ВЛКСМ рекомендовал местным организациям провести мобилизацию молодежи для работы в отдельных отраслях промышленности и общественного сектора сельского хозяйства. Комсомольские стройки комплектовались рабочей силой посредством проводимых ЦК ВЛКСМ общественных призывов молодежи, а также за счет временных добровольных комсомольско-молодежных строительных отрядов. Документ, по которому комсомольца направляли на временную работу, назывался комсомольская путевка. Как правило, она представляла собой сложенную вдвое картонку, похожую на открытку. Только за период с 1929 по 1970 год на важнейшие участки строительства комсомол направил более 3 млн юношей и девушек. Комсомол был шефом целых отраслей промышленности и экономических районов. Комитетам комсомола приходилось участвовать в решении множества сопутствующих вопросов, таких как строительство жилья для молодых рабочих, налаживание их быта, организация досуга. Особой строкой вписаны в летопись ВЛКСМ 1940—1950 годы, когда нужно было восстанавливать разоренную войной страну. Огромный труд вложил комсомол в подъём разрушенного немецко-фашистскими захватчиками народного хозяйства, возведение крупных гидротехнических сооружений, таких как Волго-Донской канал, Волжская ГЭС им. Ленина, Куйбышевская, Каховская гидроэлектростанции. За период с 1926 г. до начала 1961 г. образовано 696 городов (не считая городов, находившихся до 1940 г. на территории Западной Украины, Западной Белоруссии, Молдавии, Литвы, Латвии и Эстонии, а также городов, находившихся на территории, вошедшей в СССР в 1944—1945 гг.); число поселков городского типа увеличилось за этот период на 1804.

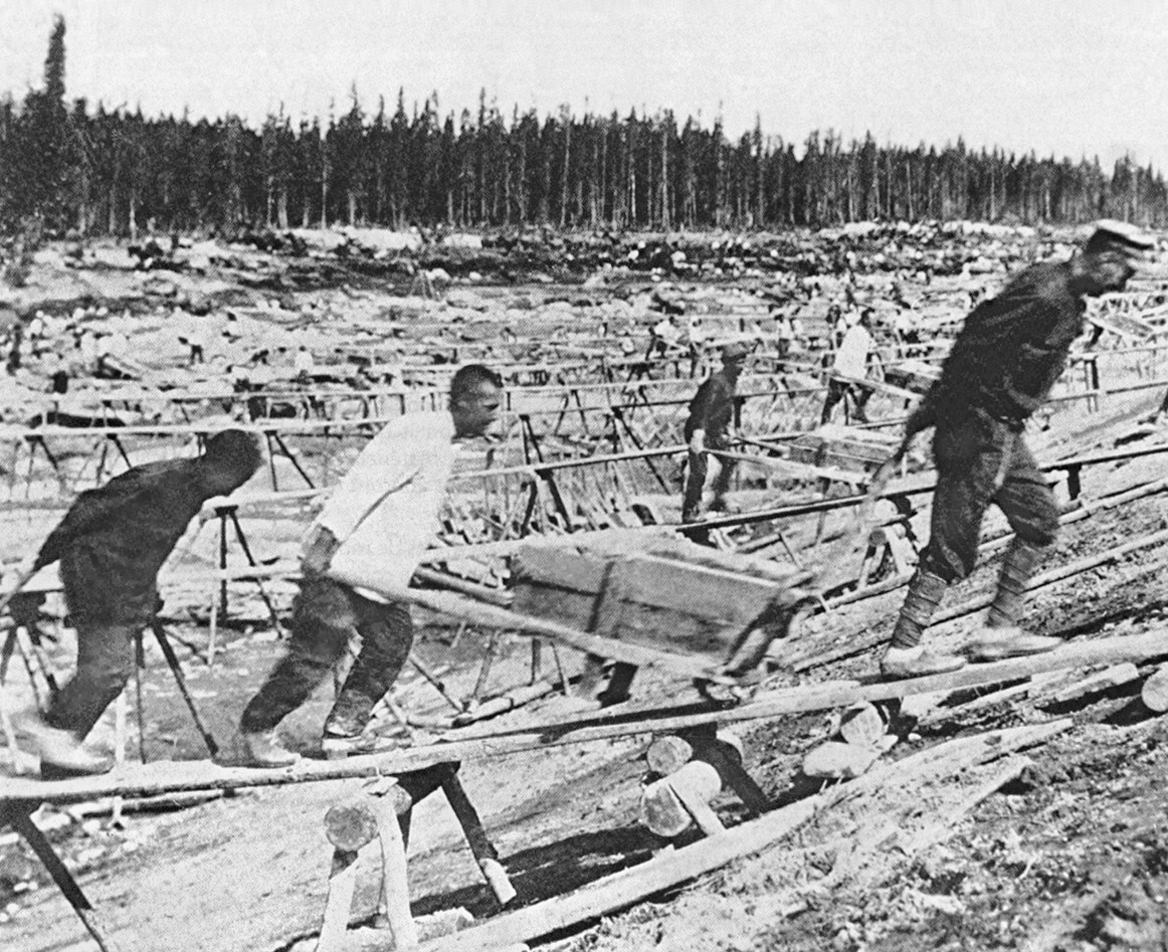
«Каналоармейцы» на строительстве Беломорканала

Иногда на подобные стройки привлекали заключенных лагерей ГУЛАГа, но множество ударных строек организовывались уже после ликвидации ГУЛАГа в 1966-м году. Только в 1966—1970 годах были введены около 1500 важных объектов всесоюзного значения, объявленных ударными комсомольскими стройками, в том числе Братская ГЭС, Белоярская атомная станция, железная дорога Абакан — Тайшет, нефтепровод «Дружба». И с началом «перестройки» шефство комсомола над стройками страны продолжалось. В 1982—1986 годах по комсомольским путёвкам трудились 500 тысяч молодых людей. В 1987 году насчитывалось 63 всесоюзных ударных строек. Только в 1991 году, после роспуска комсомола, организация таких строек прекратилась.

## Список ударных строек
К концу эпохи СССР практически все ударные стройки были исключительно «ударными комсомольскими стройками» (УКС). Статус УКС присваивался объекту совместным решением советских, партийных и комсомольских органов, что давало определённые преимущества и блага участникам ударной стройки.

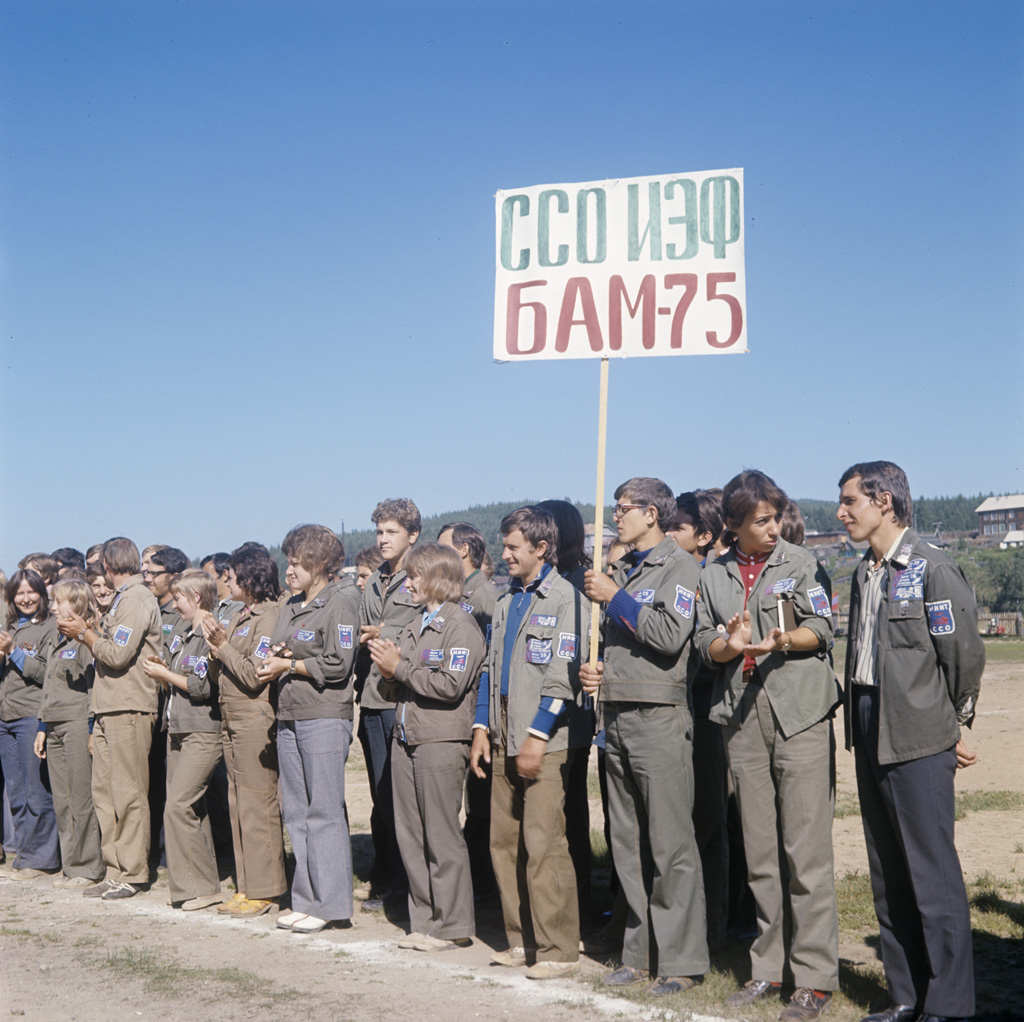
ССО ЭИФ МИИТ на всесоюзной ударно-комсомольской стройке БАМ, 1975 год

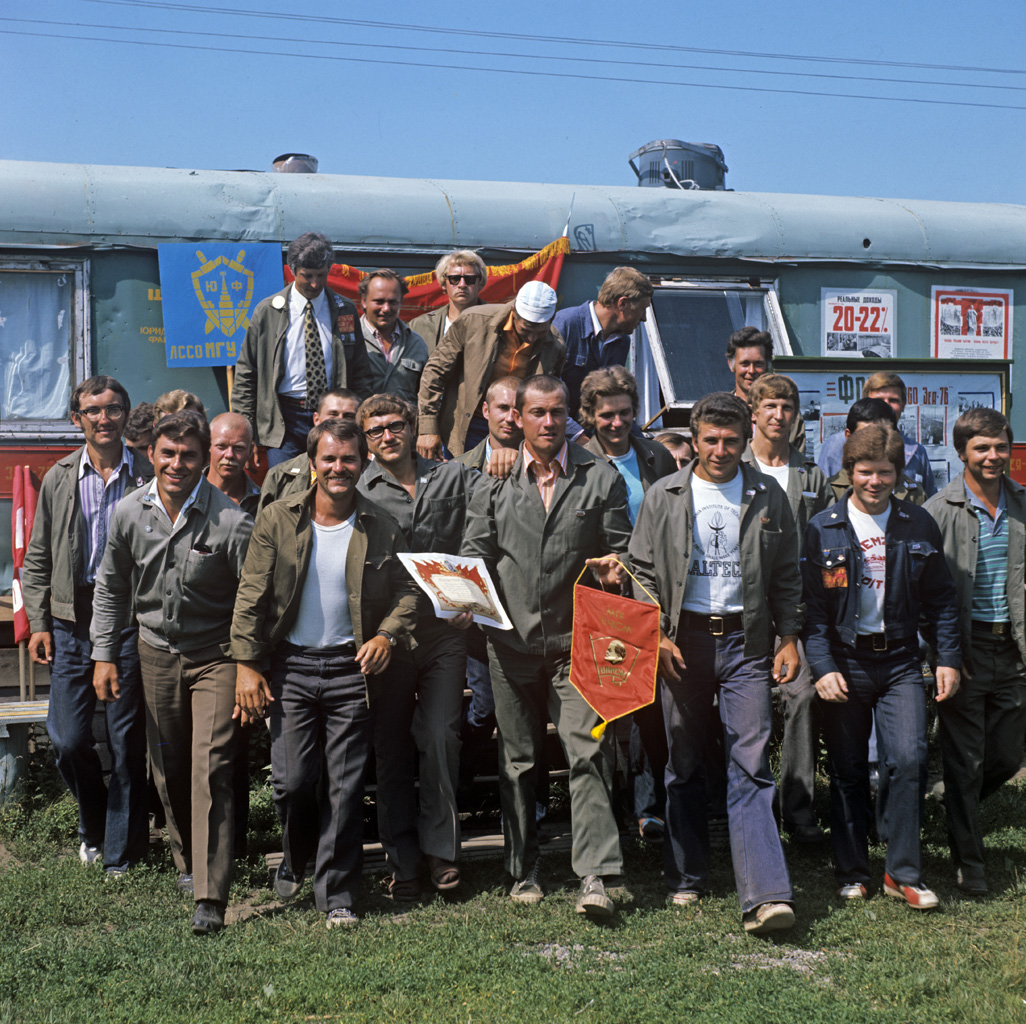
Студенты философского факультета МГУ приехали на строительство Зейской ГЭС — ударную стройку комсомола, 1976 год

УКС имели различные территориальные статусы:
- Всесоюзная ударная комсомольская стройка — высший статус, имели стройки высшей значимости для государства (например, БАМ, ВАЗ, КАМАЗ, ТоАЗ, Атоммаш, Саяно-Шушенская ГЭС, Доменная печь № 9, газопровод «Средняя Азия — Центр»[6], Новополоцкий НПЗ с заводом «ПОЛИМИР», город Новополоцк и другие);
- Республиканская комсомольская стройка — статус строек союзных республик СССР;
- Областная (краевая) ударная комсомольская стройка;
- Городская ударная комсомольская стройка.

Ударная комсомольская стройка подразумевала создание специального штаба стройки — комсомольского органа, где на заседаниях в первую очередь командовали (курировали) руководители территориальной организации КПСС.
Набор волонтёров для работы на УКС проходил в рамках государственной системы оргнабора, но чаще — по комсомольскому призыву (комсомольской путёвке). Активными участниками УКС в 1950—1980-х годах были стройотряды — студенческие (ССО) и иные.
В 1980-х годах статус региональных ударных комсомольских строек имели молодёжные жилые комплексы (МЖК), возводимые бойцами стройотрядов КМСО.
Полный список даже всесоюзных строек сейчас затруднительно найти. Во многих городах ударные всесоюзные стройки проводились неоднократно, например, в Усть-Илимске было три ударные всесоюзные стройки, в Балаково — пять. Примерный перечень крупных УКС.